# 生命探測器
生命探測器是一種偵測生物呼吸或律動的儀器。主要用於肉眼無法到達的地方，例如災害現場發生砃塌的災民救援；以及海關、海巡單位偵查夾層中是否有偷渡人員；或軍、警單位攻堅時，判定對方人員及人質位置所使用。

## 種類及原理

### 聲波、振動生命探測器
識別自偵測區域發出的聲音，包含說話、心跳聲、敲擊聲。

### 光學生命探測器
利用光反射原理進行生命探測。類似攝影機的細小探頭可深入縫隙探測，將訊息傳回。

### 二氧化碳生命探測器
利用生物呼吸時造成空氣中二氧化碳濃度之增加。

### 紅外線生命探測器
利用物體在绝對零度以上都會產生红外輻射的原理:人體以及發熱物體的紅外輻射較強，其它物體則較弱，加以識別。

### 雷達生命探測器
利用感應人體(心臟)發出超低频電波所產生之電場，偵測到"活人"的位置。